# Colégio Objetivo
O Centro Educacional Objetivo (Colégio Objetivo, Colégio Objetivo Júnior, Escola do Mar, Curso Objetivo e Sistema de Ensino Objetivo) é uma instituição de ensino brasileira idealizada, criada e implementada pelos estudantes de Medicina João Carlos Di Genio e Drauzio Varella e os médicos Roger Patti, José Gomes e Tadasi Itto, em 1965.
O Colégio Objetivo, teve origem na Cidade de São Paulo, em 1971. Com a necessidade de um currículo de Ensino Médio, José Gomes e João Carlos Di Genio alugaram algumas salas no famoso prédio da Fundação Cásper Líbero, na Avenida Paulista, 900, em São Paulo. De lá para cá, o Colégio Objetivo cresceu, se expandindo em várias filiais por todo o Brasil, sendo que diversas operam sob sistema de franquia. Atualmente, o Colégio Objetivo possui mais de 9 mil alunos em suas unidades próprias e mais de 215 mil nas redes conveniadas, que utilizam o Sistema de Ensino Objetivo.
O Centro Educacional Objetivo faz parte do Grupo Objetivo, uma das maiores organizações educacionais privadas da América Latina, que abrange o ciclo completo de ensino brasileiro, indo da educação Infantil a pós-graduação universitária.
Em 2008, foi eleito no Top Educação pela Revista Educação o melhor sistema de ensino, o melhor portal multimídia e o melhor material didático do país. O Objetivo foi indicado também no Top Educação de 2010.
Em 2020, pela Revista São Paulo, da Folha de S.Paulo, o Objetivo foi eleito pelo 4º ano consecutivo como melhor cursinho de São Paulo e, pelo 2º ano consecutivo, o melhor colégio particular de São Paulo.

## História
Idealismo e entusiasmo foram alguns dos requisitos que levaram, em 1965, os estudantes de Medicina João Carlos Di Genio e Dráuzio Varella e os médicos Roger Patti e Tadasi Itto a fundar um pequeno curso preparatório para as faculdades de Medicina, na região central da cidade de São Paulo. O sucesso alcançado nos exames daquele ano pelos alunos por eles preparados fez com que, já em 1966, o Curso Objetivo fosse um dos maiores da cidade. A intenção sempre foi o desenvolvimento de um projeto educacional mais abrangente; por isso, a partir do pequeno curso preparatório, o Objetivo transformou-se na maior instituição de ensino do Brasil.
Em 1970, foi criado o Colégio Objetivo, com currículo de Ensino Médio. Em 1972, foram implantadas as Faculdades Objetivo, embrião da futura Universidade Paulista (UNIP), atualmente a universidade que mais cresce no País. Ainda na década de 1970, a escola já tinha TVs e computadores em sala de aula e a robótica fazia parte do currículo. Atualmente, uma central de tecnologia digitaliza todo o conteúdo transmitido pelos professores.
Com a necessidade de atender também aos níveis de Educação Infantil e Ensino Fundamental, em 1974 foi fundado o Colégio Objetivo Júnior.
No início da década de 1980 o tema de preservação ambiental ainda não era tão difundido, mas os alunos do Colégio Objetivo já manifestavam preocupação com a sobrevivência da natureza. Os professores criaram então o POEMA (Programa Objetivo do Ensino do Meio Ambiente), voltado aos alunos do Ensino Médio. O primeiro passo do programa foi adicionar ao currículo do Ensino Médio a disciplina Ecologia. Na sequência, vieram as escolas ambientais. A primeira escola ecológica, lançada pelo Objetivo em 1987, foi batizada de Projeto Paranoá. A bordo do aerobarco projetado pelos estudantes de Engenharia das Faculdades Objetivo – que um ano depois se tornaria Universidade Paulista (UNIP) –, os alunos do Ensino Médio coletavam amostras da água para realizar estudos nos laboratórios da escola e elaborar relatórios com vistas à despoluição do lago.
Em 1988, em meio às ilhas da baía de Angra dos Reis, no Rio de Janeiro, nasceu a Escola do Mar, cuja direção foi dada ao então professor de Geografia Flavio Bonfá. Foi a primeira escola de segundo grau com aulas totalmente dedicadas às ciências ambientais.
No ano seguinte, com a experiência de Angra, sob a exuberância da Floresta Amazônica e às margens do Rio Negro, a Escola da Natureza, em Manaus, focada no ambiente amazônico.
Também na década de 1980, foi criado o Centro de Pesquisa e Tecnologia Objetivo (CPT), mais tarde batizado CPT – UNIP/Objetivo. Professores e pesquisadores do CPT são os responsáveis pela implementação das mais diversas atividades educacionais.
O Objetivo, sempre incentivando talentos desde a educação infantil, foi a primeira instituição de ensino brasileira a integrar o Conselho Mundial para Superdotados, em reconhecimento ao seu programa de incentivo ao talento (POIT).
Atualmente, o Colégio Objetivo possui mais de 9 mil alunos em suas unidades próprias e mais de 215 mil nas redes conveniadas, que utilizam o Sistema de Ensino Objetivo.
O Centro Educacional Objetivo faz parte do Grupo Objetivo, uma das maiores organizações educacionais privadas da América Latina, que abrange o ciclo completo de ensino brasileiro, indo da educação Infantil a pós-graduação universitária.